# No Wedding for Her
No Wedding for Her è un cortometraggio muto del 1914 diretto da Norval MacGregor.

## Produzione
Il film fu prodotto dalla Selig Polyscope Company.

## Distribuzione
Fu distribuito dalla General Film Company.